# ريشا شارما
ريشا شارما (بالإنجليزية: Richa Sharma)‏ هي ممثلة هندية، ولدت في 1963، وتوفيت في 10 ديسمبر 1996 بنيويورك في الولايات المتحدة.

## وصلات خارجية
- ريشا شارما على موقع IMDb (الإنجليزية)